# پدرو کاشینیا
پدرو کاشینیا (پرتغالی: Pedro Caixinha؛ زادهٔ ۱۵ نوامبر ۱۹۷۰) مربی فوتبال اهل پرتغال است.
از باشگاه‌هایی که در آن مربی‌گری کرده‌است می‌توان به باشگاه فوتبال رنجرز اشاره کرد.